# Tom McCall

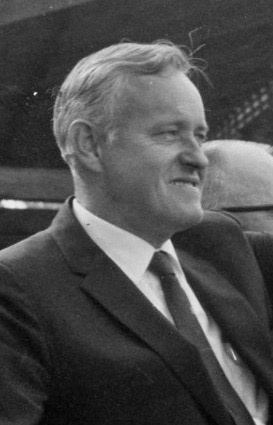
Tom McCall (1969)

Thomas Lawson „Tom“ McCall (* 22. März 1913 in Egypt, Plymouth County, Massachusetts; † 8. Januar 1983 in Portland, Oregon) war ein US-amerikanischer Politiker und von 1967 bis 1975 der 30. Gouverneur des Bundesstaates Oregon.

## Frühe Jahre
Tom McCall war mütterlicherseits ein Enkel des „Kupferkönigs“ Thomas William Lawson. Sein väterlicher Großvater war Samuel W. McCall, der zwischen 1916 und 1919 Gouverneur von Massachusetts und dann Kongressabgeordneter gewesen war. Seine Jugend verbrachte er teilweise in Massachusetts und in Oregon, wo sein Vater bei Prineville eine Ranch betrieb. Der junge McCall absolvierte die Redmond Highschool und studierte dann an der University of Oregon Journalismus. Nach dem Ende seines Studiums ging er nach Moscow in Idaho, wo er für eine Zeitung Artikel verfasste. Dort blieb er bis 1942.

## Journalistischer und politischer Aufstieg
Während des Zweiten Weltkrieges wurde er Kriegsberichterstatter vom pazifischen Kriegsschauplatz. Dann war er bis 1949 als Nachrichtensprecher einer Radiostation in Portland tätig; in diesem Jahr wurde er von Gouverneur Douglas McKay in dessen Beraterstab berufen. Diesem gehörte er bis 1952 an; dann kehrte er zu seinem Radiosender zurück, wo er unter anderem auch politische Kommentare abgab. Im Jahr 1955 wechselte er vom Radio zum Fernsehen. Bis 1964 arbeitete er als Fernsehjournalist.
1954 kandidierte der Republikaner McCall erfolglos für den Senat von Oregon. Im Jahr 1958 machte er sich Hoffnungen auf die Stelle des Secretary of State, die sich aber nicht erfüllten. Erst im Jahr 1964 wurde er in dieses Amt gewählt, das er bis Januar 1967 behalten sollte. Im Jahr 1966 wurde er als Kandidat seiner Partei zum neuen Gouverneur gewählt.

## Gouverneur von Oregon
Tom McCall trat sein neues Amt am 9. Januar 1967 an. Nach einer Wiederwahl im Jahr 1970 konnte er insgesamt acht Jahre bis zum Januar 1975 amtieren. Eines seiner ersten Projekte war der Kampf gegen die Verschmutzung des Willamette River. Innerhalb von zwei Jahren konnte er dort bereits große Erfolge vorweisen. Die Ökologie war ein Schwerpunkt seiner Politik. Er berief eine Kommission zur Erforschung neuer Energiequellen. Im Jahr 1970 kam es im Staat zunehmend zu Studentenunruhen. Es war die Zeit der Bürgerrechtsbewegung und der Demonstrationen gegen den Vietnamkrieg. Um einer geplanten Kundgebung das Publikum zu entziehen, organisierte der Gouverneur ein staatliches Rockfestival im Milo McIver State Park bei Estacada, das unter dem Namen „Vortex I“ bekannt wurde. Dieses Festival war die erste und bisher einzige staatlich organisierte Veranstaltung dieser Art. Zwischen 50.000 und 100.000 Menschen besuchten die Veranstaltung, die somit zu einem Erfolg wurde. Inspiriert wurde der Gouverneur durch das im Jahr zuvor abgehaltene Woodstock-Festival.

## Weiterer Lebenslauf
Nach dem Ende seiner Gouverneurszeit wurde McCall wieder journalistisch tätig. Er schrieb Zeitungsartikel und war Gastkommentator bei einigen Fernsehsendern. An der University of Oregon erhielt er einen Lehrstuhl für Journalismus. Im Jahr 1978 kandidierte er nochmals, aber ohne Erfolg, für das Amt des Gouverneurs. Tom McCall starb am 8. Januar 1983 an Krebs. Er war mit Audrey Owen verheiratet, mit der er zwei Kinder hatte.